# Музагет
«Музаге́т» (від грец. ― поводир муз, ватажок муз) ― літературно-мистецьке об'єднання, засноване 1919 р. в Києві, що об'єднало митців різних напрямів з перевагою символістів. До об'єднання входили: М. Бурачек, М. Жук, Д. Загул, Ю. Іванів-Меженко, Я. Савченко, П. Тичина, В. Ярошенко, В. Дубровський, Н. Дубровська, А. Павлюк  та інші. Члени «Музагету» збиралися в літературно-мистецькому клубі «Льох мистецтва», в інших місцях.
Об'єднання видало одну збірку «Музагет: Місячник літератури і мистецтва» (№ 1/3, Київ, 1919). У збірці опубліковані: уперше вірш П. Тичини «Плуг», ескізи П. Вірина, вірші Д. Загула, В. Кобилянського, К. Поліщука, О. Слісаренка, дослідження Ю. Іваніва-Меженка, стаття М. Бурачека про київських художників, твори М. Жука, Г. Журби, Л. Курбаса, І. Майдана. Автори акцентували увагу на національних особливостях української літератури. Об'єднання підготувало другу збірку, але їй не судилося побачити світ. «Музагет» перестав існувати 1920 р. Більшість його членів пізніше репресували й знищили, а об'єднання затаврували як «буржуазно-націоналістичне».